# 吕频
吕频（1972年—）是中国女权主义行动家，中国新生代女权运动推行者。她是《女声》电子报主笔人，“女權之聲”创始人，时评作者，性别研究学者。她目前生活在美国。

## 早年经历
吕频1972年1月13日出生在中国山东省。1987年，15岁的吕频考上了山东大学。
2019年6月4日吕频发表推文提到，在1989年她选择了第一个致力於中华人民共和国民主运动的男朋友。
1994年，她获得了山东大学中文硕士学位；毕业后，她加入了《中国妇女报》。
当吕频意识到北京專制政權比想象当中的更稳定时，她退出了《中国妇女报》，创立了《女声网》。

## 职业生涯
1995年，吕频在《中国妇女报》的第一个任务就是采访在北京举行的第四次联合国世界妇女大会。
1996年，吕频和志同道合者成立了妇女传媒监测网络，专门关注媒体和性别。
2003年3月起，吕频担任甘肃省漳县副县长。2004年，吕频成为一名自由职业者。

### 妇女传媒监测网络
1996年3月, 吕频與“首都女记者协会”其他同事一起成立了女性非政府组织“妇女传媒监测网络”。“妇女传媒监测网络”是中国大陆第一个关注女性议题的新媒体平台，創辦旨在消除媒体报道中的性别歧视，促进对于妇女议题的报道，实现妇女权利。該組織創辦了《女声》电子报、“女声网”、“女权之声”微博、“女权之声”微信公众号、以及在豆瓣、知乎、网易、腾讯等平台的自媒体账号。該組織发展成为中国国内最具影响力的女权传播与倡导机构。

#### 《女声》电子报
2009年9月，妇女传媒监测网络創刊女性主义周刊《女声》电子报。通过报道和分析國內外发生的熱門女性時事，以及分享各地妇女权利的行动來替女性發聲。吕频为其主笔。
2011年“女声网”上线，同時将已经发出的148期《女声》上传，让网民免费閱讀下载。据吕频的不完全统计，《女声》的邮件读者约有千人，发布网站有7个，並拥有至少兩千到一萬名读者。

#### “女权之声”微博号
2010年，妇女传媒监测网络加入社交媒体，创立“女声报”新浪微博号，并在2011年4月改名为“女权之声”。呂頻为其创始人和主編，另有編輯者熊婧。
2018年3月9日，女权之声微博号被封，当时該帳號擁有超过18万名关注者。
女权之声编辑部在3月12日发表公开声明，称已将三八节期间发布的帖子又重新发布在网上，并将采取一切合法手段取回账号。吕频也撰文《女权不死》，解释为何女权之声编辑要继续斗争。她声称“是为整个中国女权社群尽一份责任”。

## 女权主义行动
2008年汶川地震，为了让政府能够对灾害中可能被忽视的妇女权益提起重视，吕频起草了一份《关注灾区妇女的需求和权利》的倡议书。
2012年起，她为一群在北京、广州以及中国其他城市活动的青年女权主义者提供支持，这些年轻人所组成的网络被称为“青年女权行动派”，她们所发起的“占领男厕所”、“受伤的新娘”、“光头抗议教育不平等”等公开活动使女权主义的主张受到前所未有的关注。
2015年3月5日，吕频来到纽约参加联合国妇女地位委员会的年会。3月6日和7日，中国警方在北京、广州、杭州拘捕五位女权人士王曼、韦婷婷、郑楚然、李婷婷和武嵘嵘（“女权五姐妹”事件），理由是她们试图组织反对公车性骚扰的活动，是为“女权五姐妹”案。曾与“女权五姐妹”一起工作的吕频被中国警方认为是“幕后黑手”之一，当年4月，警察也闯入了吕频北京的家。吕频不得不滞留美国。
目前，吕频在美国进行的女权活动包括：通过讲座与展览传播中国女权行动主义的理念、与国际上的女权主义者共同活动、初步尝试在美国为中国女权活动筹款等。
2015年起，吕频在美国纽约哥伦比亚大学访学。2017年起，吕频在纽约州立大学阿尔巴尼分校就读性别研究。 2020年起，吕频开始在罗格斯大学政治学系攻读“妇女与政治”方向博士学位。
虽然吕频被媒体在报道中称为中国“青年女权行动界的精神领袖”，但她表示自己并非“领袖”，也不接受“女权运动的权威”这个头衔。